# Loma (grupa etniczna)
Loma (lub Loghoma, Looma, Lorma) – grupa etniczna w Afryce Zachodniej, zamieszkująca głównie Liberię i południową Gwineę. Posługują się językiem loma z południowo-zachodniej gałęzi języków mande – podobnym do języków kpelle, mende i gbandi.
Ludy Malinke, Konyaka i Kissi grupę Loma nazywają Toma. Dzisiaj Loma sami siebie nazywają Löömàgìtì (lɔːmàɡìtì) (lub Löghömagiti (lɔɣɔmaɡiti) w Gwinei), co oznacza „ludzie Loma”, a swój język nazywają Löömàgòòi (lɔːmàɡòːi) lub Löghömàgòòi (lɔɣɔmàɡòːi).